# Acanthodoris nanaimoensis
Acanthodoris nanaimoensis är en snäckart som beskrevs av Charles Henry O'Donoghue 1921. Acanthodoris nanaimoensis ingår i släktet Acanthodoris och familjen Onchidorididae. Inga underarter finns listade i Catalogue of Life.

## Bildgalleri

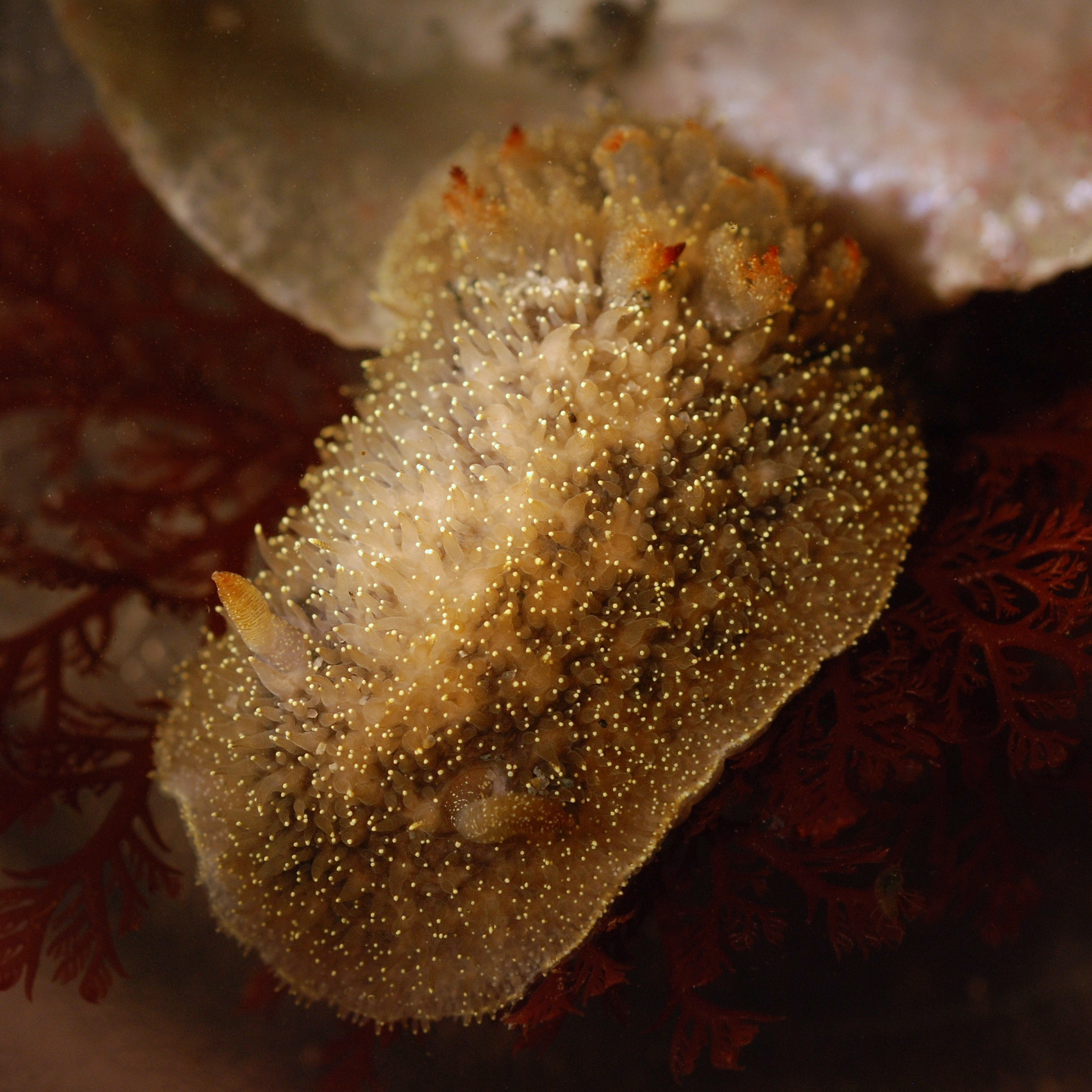
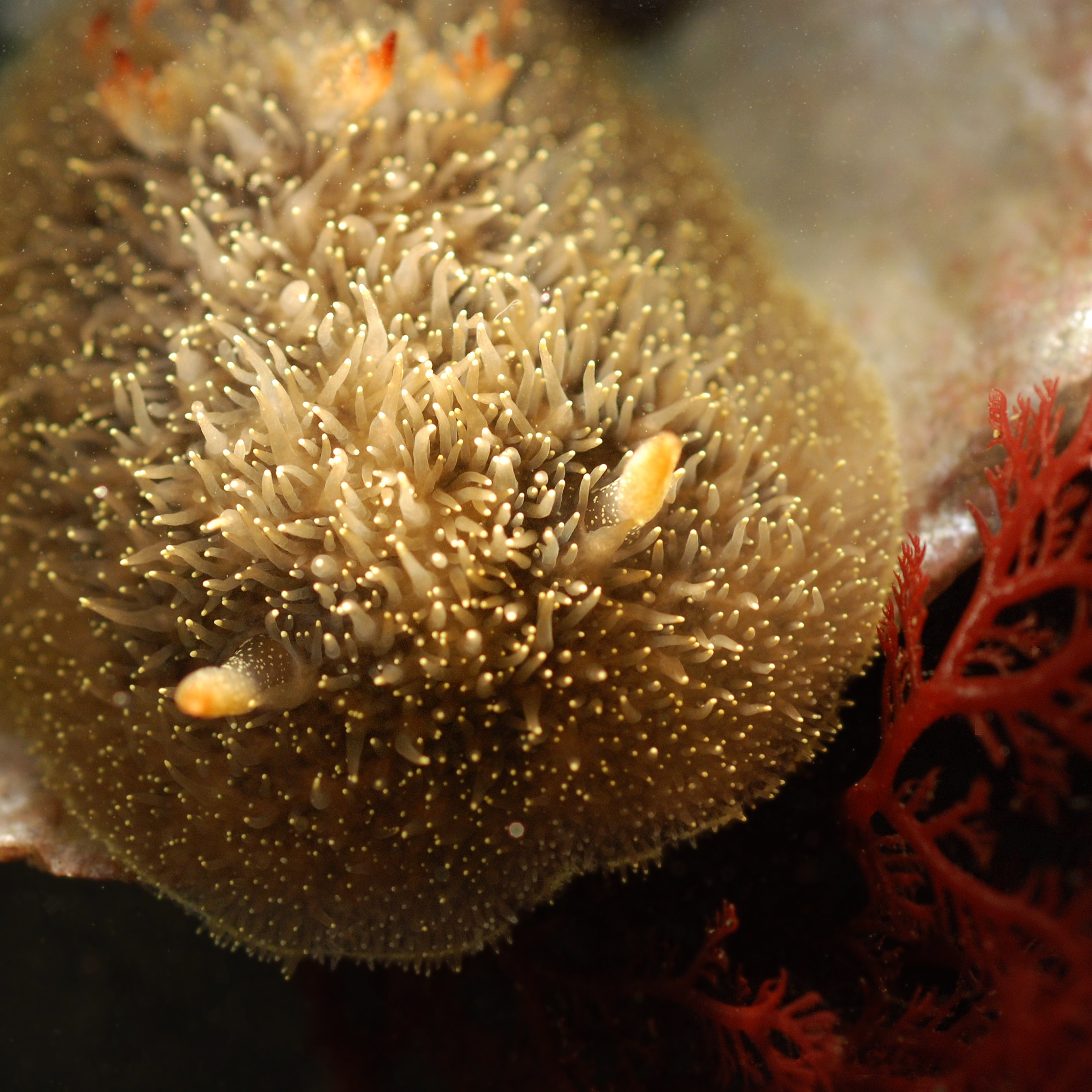
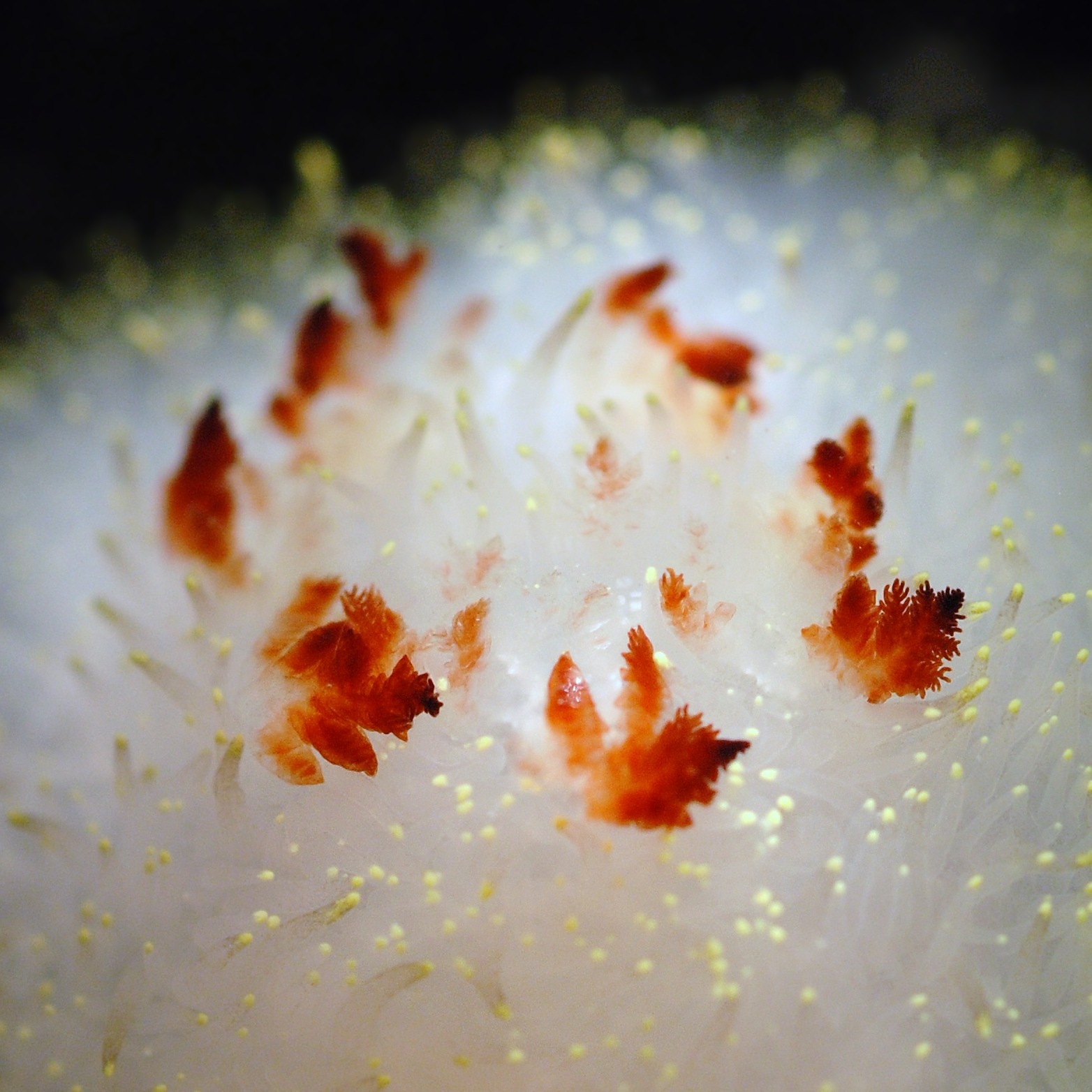
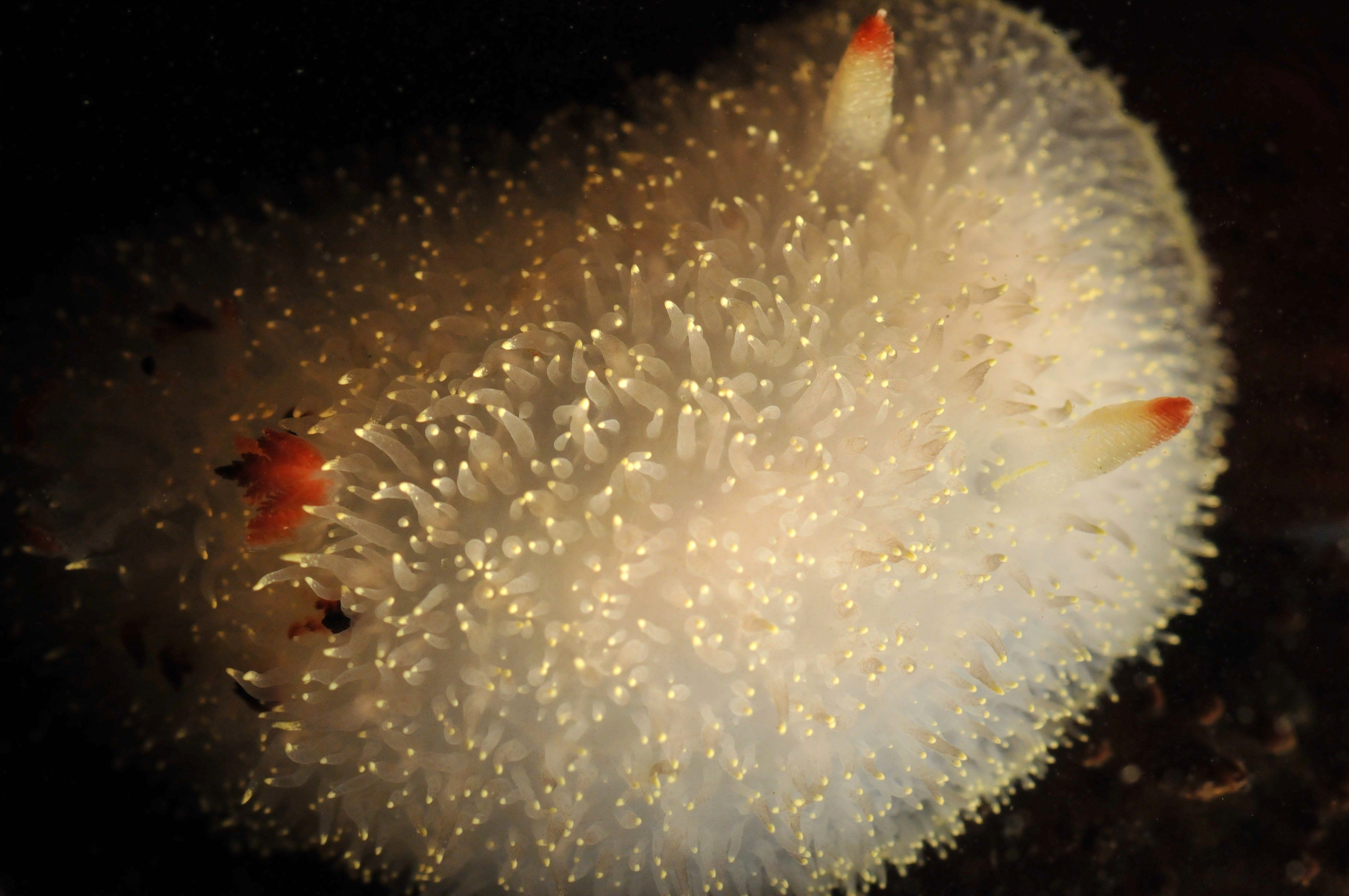